# 体育とスポーツの図書館
体育とスポーツの図書館（たいいくとスポーツのとしょかん）は、愛知県豊田市にある体育とスポーツ、健康教育に関する民間の専門図書館。
民間では国内初めてのスポーツ専門図書館で、管理運営はNPO法人体育とスポーツの図書館が行っている。

## 歴史
2010年（平成22年）2月27日に開館し、3月3日に一般公開を開始した。

## 特徴
体育とスポーツ、健康教育などに関する専門図書館である。地元高校の体育教師や大学講師やが中心となり「NPO法人体育とスポーツの図書館」を設立。豊田市にある民家を改修し、自らが所蔵していた書籍や寄贈された書籍も加え、約5万9,000点（2023年1月現在）の体育やスポーツ関連の専門書や雑誌、資料、教育実践の記録などを所蔵している。図書や資料は随時閲覧可能、貸出は貸出規定に沿って行っている。また、研究会場や会議での利用もできる。

## 利用案内
- 開館日 - 金・土・日曜日（金曜日は当面の間臨時休館中）
- 休館日 - 月・火・水・木曜日と国民の祝日
- 開館時間
  - 10:00 - 17:00（夏季:4月 - 9月）
  - 10:00 - 16:30（冬季:10月 - 3月）

## 交通アクセス
- とよたおいでんバス「足助田町」バス停下車、徒歩約5分。
- 猿投グリーンロード「力石IC」より車約10分。